# Privacidade desde a concepção
Privacidade desde a concepção, privacy by design, ou simplesmente PbD, é uma abordagem de engenharia de software e de gestão estratégica que visa reduzir e mitigar, de forma seletiva e sustentável, os riscos de privacidade dos sistemas de informação, através do uso de controles técnicos e de governança.

## Conceito
O conceito de privacidade desde a concepção está diretamente ligado ao conceito das PET, sigla em inglês para Privacy Enhancing Technologies, ou Tecnologias de Aprimoramento de Privacidade. O termo foi empregado pela primeira vez no relatório “Privacy-enhancing technologies: the path to anonymity”, criado em conjunto pelo Information and Privacy Commissioner canadense, pelo Dutch Data Protection Authority e pela Netherlands Organization for Applied Scientific Research, da Holanda, publicado originalmente em 1995 e revisado em 2000.
A norma ISO/IEC 29100 (Tecnologia da Informação - Técnicas de Segurança - Estrutura de Privacidade) considera privacidade desde a concepção como a prática de considerar medidas de proteção de privacidade no momento do projeto do software, ou seja, o responsável pelo projeto precisa levar em conta a conformidade com a privacidade para sistemas que processam informações pessoalmente identificáveis, em lugar de abordar a conformidade apenas em em momentos subsequentes.

## Princípios fundamentais
A privacidade desde a concepção é baseada em 7 princípios fundamentais:
- Proativo, não reativo; preventivo não corretivo, de modo a evitar incidentes de violação à privacidade;
- Privacidade como configuração padrão: as configurações padrão de determinado sistema devem ser ajustadas desde o início para preservar a privacidade do usuário;
- Privacidade incorporada ao design, incluindo a arquitetura e modelos de negócio;
- Funcionalidade total - soma positiva, não soma zero;
- Segurança de ponta a ponta: proteção completa incorporada ao ciclo de vida da informação;
- Visibilidade e transparência - mantê-lo aberto;
- Respeito pela privacidade do usuário: mantê-lo centrado nos interesses do usuário.

## Utilização no mundo
Os 7 princípios fundamentais da privacidade desde a concepção foram traduzidos em mais de 30 idiomas. Em julho de 1997 a Alemanha já tinha lançado seu estatuto (§ 3 IV TDDG). Reguladores de todo o mundo se reuniram em outubro de 2010 na assembleia anual de Comissários de Proteção de Dados e Privacidade Internacional em Jerusalém, e aprovaram por unanimidade uma resolução que reconhecia a privacidade desde a concepção um componente fundamental na proteção da privacidade.
Logo em seguida, em 2012, os Estados Unidos reconheceram a privacidade desde a concepção como uma das suas três práticas para proteger a privacidade on-line em seu relatório nomeado "Protegendo a privacidade do consumidor em uma era de rápida mudança".
Para unificar a proteção de dados na Europa sob uma única lei, que foi nomeada como Regulamento Geral sobre a Proteção de Dados, a proteção dos dados desde a concepção foi incorporada nos planos da Comissão Europeia. Porém, a última proposta não define ou da definições de proteções de dados desde a concepção ou privacidade desde a concepção, não é claro o que significa os conceitos. Existem algumas propostas de como tratar esse problema, como o projeto de riscos de privacidade para aplicativos da web que fornece instruções de como implementar a privacidade desde a concepção na prática.

## Crítica
A privacidade desde a concepção foi criticada de duas formas, uma por ser uma proposta "vaga" e outro "por deixar muitas perguntas abertas sobre sua aplicação em sistemas de engenharia". Outro ponto é que em empresas que impactam o ambiente, a privacidade desde a concepção é similar com as regras de boa conduta da empresa, sendo assim carece dos pontos necessários para ser eficaz e difere de uma empresa para outra. Alem disso a forma em que foi adotada a evolução do conceito virá ao custo das violações de privacidade porque a evolução implica também deixar os fenótipos impróprios (produtos que invadem a privacidade) viverem até que sejam provados impróprios. Alguns modelos de negócios são construídos baseados na vigilância do cliente e na manipulação dos dados, logo a adesão à privacidade desde a concepção seria improvável. 
A privacidade desde a concepção também recebeu críticas por não acercar o aspecto metodológico da engenharia de sistemas. Esse conceito também não se concentra no papel do detentor de dados real, mas no do designer do sistema. E esse papel não é conhecido na lei da privacidade. Logo o conceito perde a confiança e a credibilidade de alguns grupos. 
Esse conceito pode ser utilizado de diferentes formas, os Estados Unidos deram a liberdade para cada usuário decidir como vão abordar a privacidade desde a concepção. Já a união europeia tende a adotar uma abordagem mais regulatória, embora isso ainda não tenha sido instanciado neste caso. 

## Áreas de Aplicação
1. CCTV / câmeras de vigilância em sistemas de transporte coletivo[15][16]
2. Biometria usada em casinos e instalações de jogos[17][18]
3. Medidores inteligentes e redes inteligentes[19][20][21]
4. Dispositivos móveis e comunicação[22]
5. Comunicação por campo de proximidade (NFC)[23]
6. RFIDs e tecnologias de sensores[24][25][26]
7. Redesenhando dados de geolocalização IP[27]
8. Cuidados de saúde domiciliar remoto[28][29][30]
9. Grandes bancos de dados e análise de dados[31]